# Little Bromley
Little Bromley – wieś w Anglii, w hrabstwie Essex, w dystrykcie Tendring. Leży 44 km na północny wschód od miasta Chelmsford i 93 km na północny wschód od Londynu.